# László Rammer
László Rammer (* um 1952) ist ein ungarischer Badmintonspieler. 

## Karriere
László Rammer gewann von 1968 bis 1970 fünf ungarische Juniorentitel. 1973 war er erstmals bei den Erwachsenen erfolgreich. Weitere Titelgewinne folgten 1974 und 1975.

## Sportliche Erfolge
| Saison | Veranstaltung                              | Disziplin    | Platz | Name                            |
| ------ | ------------------------------------------ | ------------ | ----- | ------------------------------- |
| 1968   | Ungarn: Einzelmeisterschaften der Junioren | Herreneinzel | 1     | László Rammer                   |
| 1968   | Ungarn: Einzelmeisterschaften der Junioren | Herrendoppel | 1     | László Rammer / Lajos Nyeste    |
| 1969   | Ungarn: Einzelmeisterschaften der Junioren | Herreneinzel | 1     | Laszlo Rammer                   |
| 1970   | Ungarn: Einzelmeisterschaften der Junioren | Mixed        | 1     | László Rammer / Éva Cserni      |
| 1970   | Ungarn: Einzelmeisterschaften der Junioren | Herreneinzel | 1     | Laszlo Rammer                   |
| 1973   | Ungarn: Einzelmeisterschaften              | Herrendoppel | 1     | László Rammer / Valéria Virágos |
| 1973   | Hungarian International                    | Mixed        | 1     | János Cserni / László Rammer    |
| 1974   | Ungarn: Einzelmeisterschaften              | Herrendoppel | 1     | János Cserni / László Rammer    |
| 1975   | Ungarn: Einzelmeisterschaften              | Herrendoppel | 1     | János Cserni / László Rammer    |